# Neill Collins
Neill Collins, född den 2 september 1983 i Troon är en skotsk fotbollsspelare som spelar för Tampa Bay Rowdies.